# Balinais (chat)
Pour les articles homonymes, voir Balinais.
Le balinais est une race de chat originaire des États-Unis. Ce chat de taille moyenne est la variété à poils mi-longs du siamois.

## Origines
Le balinais est la variété à poils mi-longs du siamois. Leur histoire est donc identique jusque dans les années 1950.
Diverses légendes racontent que ces chats aux extrémités colorées étaient des chats sacrés des temples, d’autres qu’ils étaient élevés en Thaïlande sous la supervision du roi du Siam ou encore qu’ils furent présentés aux Anglais comme des chats sacrés afin qu’on ne leur volent pas leurs véritables chats porte-bonheur, les Khao Manee. 
Ce sont les Anglais qui importèrent ces chats en Europe dès la fin du XIXe siècle. Ils étaient déjà présentés en exposition à Londres dès 1881. Ce chat très exotique captiva rapidement les Anglais qui l’appréciaient beaucoup. De 1930 à 1954, le nombre de couleurs acceptées chez le siamois augmenta considérablement, passant du seul seal point à bleu, lilas et chocolat point. 
Une trace d’un siamois à poils mi-longs a été trouvée datant de 1928. Il est vraisemblable qu’il s’agisse d’une mutation génétique spontanée car des chatons au poil mi-long apparaissaient en effet naturellement parmi les portées de siamois. Ces chatons étaient écartés des circuits de reproduction car ils ne correspondaient pas au standard de la race.
Après la Seconde Guerre mondiale, de nombreux siamois furent importés aux États-Unis. C’était une des races les plus populaires avec le persan . Ce sont d’ailleurs deux éleveuses de siamois américaines qui lancèrent l’élevage de ce siamois au poil mi-long. Elles sélectionnèrent les chatons au poil mi-long naissant dans leurs portées et donnèrent le nom de balinais à ces chats. En effet, leur allure leur faisait penser à celle des danseuses de Bali.
Plusieurs éleveurs de balinais travaillèrent à la reconnaissance de la race en faisant de nombreuses expositions. La TICA et la CFA acceptèrent le balinais comme une race à part en 1970, la FIFé en 1972 et le LOOF en 1983. 
Les années 1980 furent consacrées à affiner la silhouette du balinais. En effet, le siamois avait déjà beaucoup évolué et s’était considérablement affiné, passant du type traditionnel (actuellement connu sous le nom de Thaï) au type moderne. Afin que le même changement s’opère chez le balinais, les éleveurs eurent recours à des croisements entre siamois et balinais. Les chatons au poil court naissant de ces mariages sont dits « variants » . 

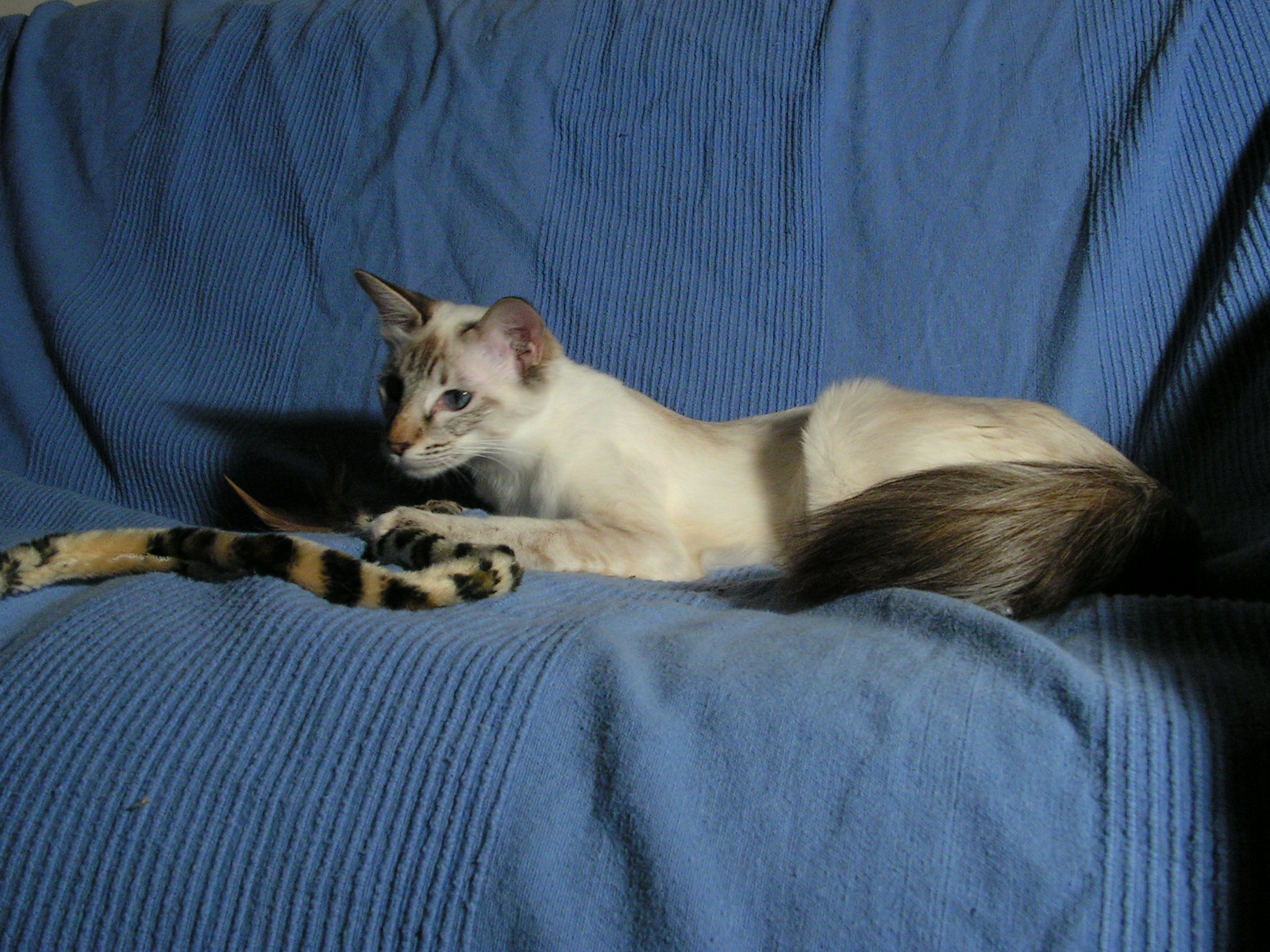
Balinais tabby point dont on peut voir la queue bien fournie

Avec l’apparition de nombreuses autres races au cours des vingt dernières années, la popularité du balinais déclina. En 2008, il était encore rare en France où il ne représente que 0,08 % du total des chats de race. Entre 2003 et 2008, le LOOF enregistra moins de 20 nouvelles naissances chaque année. En Angleterre, la GCCF recense une moyenne de 172 naissances de balinais pour un total de 30 000 naissances de chats de race par an depuis 1997.

## Standards

### Corps
Comme le siamois, le balinais possède un corps longiligne et souple. Il est de taille moyenne et sa silhouette athlétique et son ossature fine le rendent élégant. Un corps trop court ou massif est considéré comme un défaut lors d’une exposition. Les hanches et les épaules sont d’une même largeur. L’encolure est longue et fine.
Les pattes doivent être longues mais rester en harmonie avec le reste du corps. Elles sont fines mais sans exagération. Leur ossature doit, comme pour le reste du corps, rester fine et la musculature doit être ferme. Des pattes trop courtes ou massives sont de défauts pénalisants en exposition. Les pieds sont petits et ovales. La queue est longue et fine, dite en forme de « fouet ». La longueur ne doit toutefois pas être excessive et rester en harmonie avec le reste du corps. Chez le balinais elle est fournie mais uniquement de poils fins dont la légèreté est comparable à celle d'une plume d'autruche .

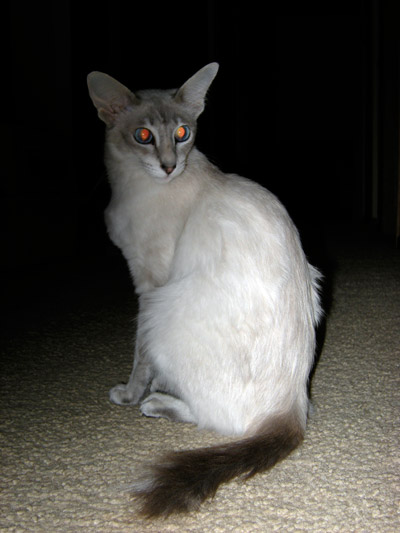
La tête du balinais est triangulaire

Le standard français précise que le balinais, bien qu’il soit fin, ne doit pas être trop maigre.

### Tête
La tête est de taille moyenne et de forme triangulaire. Le crâne et le front doivent être plats ou légèrement bombés mais en excès cela serait considéré comme une pénalité. La tête ne doit pas non plus être trop large ou trop ronde. Le profil est soit entièrement droit, soit légèrement incurvé. Il ne doit en tous les cas pas y avoir de cassure le long de la ligne du nez. Les joues sont plates avec une exception pour les mâles adultes qui peuvent avoir des bajoues.
Les yeux sont en amande et inclinés. Ils doivent être bien espacés et leur couleur est toujours bleue. L’intensité de la couleur joue un rôle important. Des yeux ronds, trop petits ou peu inclinés pénalisent le chat lors d’un championnat. Toute autre couleur que le bleu est considérée comme un défaut grave et élimine directement le chat du circuit de championnat. Le standard de la CFA précise que les balinais atteint de strabisme sont pénalisés.
Le nez est long et droit mais ne doit pas être trop étroit. Les oreilles sont grandes, bien espacées sur la tête et bien larges. 

### Robe et fourrure
La fourrure du balinais est mi-longue et ne doit pas comporter de sous-poil. Le poil est fin et soyeux, se couchant sur le corps. Le balinais ne doit pas avoir de collerette mais la culotte et la queue doivent être bien fournies en poils. Au niveau des épaules le poil peut être plus court. Le standard tolère une fourrure incomplètement développée chez les chatons de moins de douze mois. Une fourrure trop courte ou manquant de soyeux est considérée comme un défaut. La présence de sous-poil est un défaut éliminatoire.
Le seul motif autorisé est le colourpoint, dans toutes les couleurs pour le LOOF. La CFA n'autorise que le seal, le bleu, le chocolat et le lilas. Les balinais d'une autre couleur sont enregistrés sous le nom de javanais,. Le contraste entre les extrémités colorées et le reste du corps doit être bien tranché. La couleur des pointes doit être la plus uniforme possible. Toute tache blanche, y compris sur les coussinets est défaut éliminatoire en France, tandis que pour le standard CFA il n’entraine qu’une pénalité. 
Les croisements sont autorisés avec les siamois, les orientaux et les mandarins. La CFA autorise également le croisement avec le colorpoint shorthair,

## Caractère
Le balinais partagerait avec le siamois un caractère joueur, extraverti et actif. Comme son cousin, c'est également un grand bavard. Il serait sociable et extrêmement affectueux. Ces traits de caractère sont toutefois parfaitement individuels et sont fonction de l'histoire de chaque chat.

## Élevage

### Santé

#### Amyloïdose
Les chats orientaux tel que le balinais semblent également plus touchés que d'autres races par l'amyloïdose. Cette maladie entraine une insuffisance rénale chronique à terme engendrant la mort de l'animal. Les chats atteints meurent généralement avant cinq ans, à trois ans et demi en moyenne. Cette pathologie n'a été découverte que récemment chez le chat et aucune étude génétique n'a encore été réalisée afin de connaître le mode de transmission de la maladie. Une analyse des pedigrees montre toutefois qu'elle serait héréditaire. 
Les symptômes se traduisent par des diarrhées qui peuvent être accompagnées par un état d'abattement et un refus de s'alimenter. Il n'existe aucun traitement pour soigner la maladie, uniquement ses symptômes. Le but étant d'éviter les inflammations et de freiner la progression de l'insuffisance rénale. En cas d'anémie, les vétérinaires peuvent également avoir recours à des transfusions. À l'heure actuelle, les vétérinaires recommandent une autopsie de tous les chats siamois et apparentés morts de façon inexpliquée afin de mieux comprendre la maladie.

#### Strabisme
Les chats à la robe colourpoint présentent en plus grand nombre que les chats d'autres races un strabisme convergent. Ce défaut était extrêmement fréquent chez le siamois et même autorisé jusqu'à l'apparition d'un standard plus strict. Ce strabisme est dû à diverses anomalies des fibres nerveuses qui n'arrivent pas toujours dans le bon hémisphère du cerveau. Leur vision tridimensionnelle est altérée et leur acuité visuelle diminuée. Afin de compenser, le chat doit modifier la position de ses yeux. Il semblerait que l'allèle qui code pour la robe colourpoint en soit la cause puisqu'il modifie la présence de la mélanine dans la rétine.

### Génétique
La robe colourpoint est une particularité génétique ne permettant pas à la couleur de se développer dans les zones du corps à température normale. 
C’est l’allèle « cs » qui entraîne la fabrication de tyrosinase incapable de fonctionner à la température normale du corps. Les membres, la queue, les oreilles et la face étant plus froides, elles sont les seules parties à se colorer. Les chatons naissent ainsi blancs car ils ont été maintenus au chaud durant toute la gestation et leur couleur n’apparaît que lentement après la naissance, lorsque leurs extrémités ont atteint une température plus basse que le reste du corps. Cette robe fonce également avec l’âge et s’éclaircit en cas de forte fièvre.
Le croisement de siamois avec des chats entièrement colorés a donné naissance à une nouvelle robe, le sépia dont les extrémités sont colorées, mais contrairement au colourpoint, la couleur du corps reste assez foncée. Le croisement de chats sépia et colourpoint a donné la robe mink,.